# Marylebone metróállomás
A Marylebone a londoni metró egyik állomása az 1-es zónában, a Bakerloo line érinti.

## Története
Az állomást 1907. március 27-én nyitották meg Great Central néven. 1917. április 15-én kapta a ma is használt Marylebone nevet.

## Forgalom
| Járat | Útvonal | Gyakoriság   |
| ----- | --- | ------------ |
|       | Harrow & Wealdstone – Kenton – South Kenton – North Wembley – Wembley Central – Stonebridge Park – Harlesden – Willesden Junction – Kensal Green – Queen’s Park – Kilburn Park – Maida Vale – Warwick Avenue – Paddington – Edgware Road – Marylebone – Baker Street – Regent’s Park – Oxford Circus – Piccadilly Circus – Charing Cross – Embankment – Waterloo – Lambeth North – Elephant & Castle | 3 percenként |

## Átszállási kapcsolatok
| Állomás    | Átszállási kapcsolatok                                                         |
| ---------- | ------------------------------------------------------------------------------ |
| Marylebone | National Rail (London Marylebone pályaudvar) Helyi buszok (Marylebone Station) |

## Fordítás
- Ez a szócikk részben vagy egészben  a   Marylebone station című angol Wikipédia-szócikk fordításán alapul.  Az eredeti cikk szerkesztőit annak laptörténete sorolja fel. Ez a jelzés csupán a megfogalmazás eredetét és a szerzői jogokat jelzi, nem szolgál a cikkben szereplő információk forrásmegjelöléseként.